# Giorgio Pallavicino Trivùlzio
Giorgio Guido Pallavicino Trivùlzio (ur. 24 kwietnia 1796 w Mediolanie, zm. 4 sierpnia 1878 w Casteggio) – włoski polityk, poseł i senator.
Był członkiem tajnej organizacji patriotycznej. W chwili wybuchu powstania piemonckiego (marzec 1821) udał się z Mediolanu do Novary, a następnie do Turynu, gdzie kontaktował się z królem Sardynii, Karolem Albertem. Po powrocie do Mediolanu, 12 grudnia 1821 został aresztowany, a jego informacje spowodowały schwytanie innych działaczy, w tym Federica Confalonieriego. W 1823 został skazany na dwadzieścia lat ciężkiego więzienia. Osadzono go w twierdzy Špilberk (obecne Czechy). W 1835 pozostałą część wyroku zamieniono mu na więzienie w Pradze, skąd wkrótce mógł wrócić do Włoch. Brał udział w Pięciu Dniach Mediolanu podczas wojny austriacko-piemonckiej (1848), a następnie przebywał na w Piemoncie, gdzie współpracował z Camillo Cavourem.
Był promotorem Towarzystwa Narodowego (1857), kilkakrotnie posłem, a od 1860 senatorem. Po wkroczeniu Garibaldiego do Neapolu został mianowany prodykatorem i zabiegał o przeprowadzenie tam plebiscytu (1860). W 1862 piastował funkcję prefekta w Palermo, ale został usunięty w wyniku nieporozumień z Garibaldim (bitwa pod Aspromonte).